# 宇都宮鼎

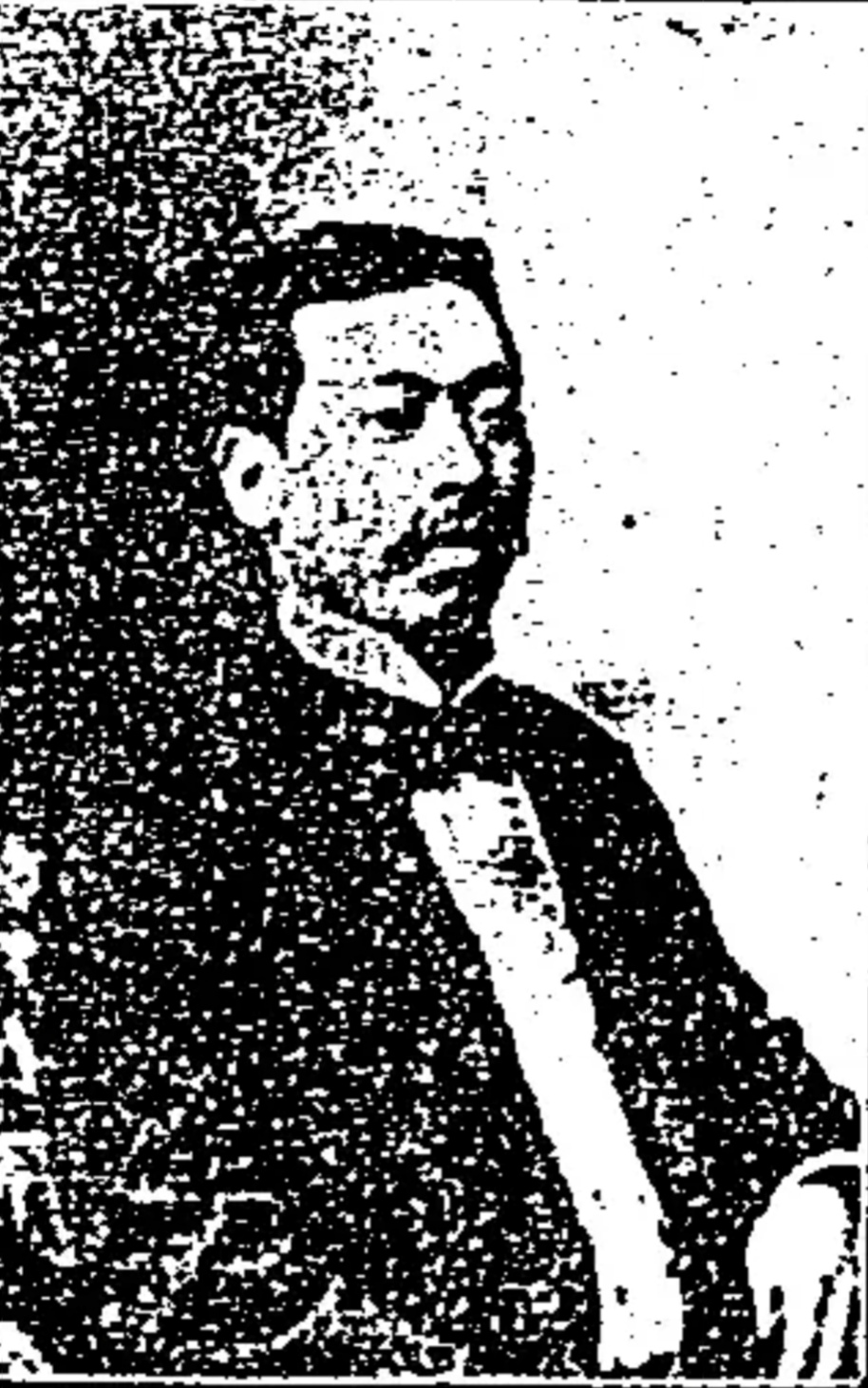
宇都宮鼎

宇都宮 鼎（うつのみや かなえ、1865年新暦10月31日〈慶應元年旧暦9月12日〉 - 1934年4月19日）は、日本の海軍軍人、財政学者。海軍経理学校長、呉鎮守府経理部長、早稲田大学教授。最終階級は海軍主計総監。ベルリン大学哲学博士。ドイツ帝国海軍にも所属した。

## 生涯
越後国（現・新潟県）出身。宇都宮綱紀の次男。ドイツに自費留学し、ゲッティンゲン大学を経て、ベルリン大学より哲学博士号取得。ドイツ帝国海軍（カイザーライヒ・マリーネ）に入営し、ドイツ海軍省やキール軍港にて勤務。帰朝後、海軍経理学校長、呉鎮守府経理部長などを経て、1913年、海軍主計総監。海軍主計官の傍ら、早稲田大学、慶應義塾大学、海軍大学校、海軍経理学校、東京高商（現・一橋大学）、学習院で講義を行う。
1915年、病気により予備役編入。以後、主に早大で教鞭を執る。早大では蹴球部長、早稲田高等学院第二院長を務めた。

## 栄典
- 1906年（明治39年）4月1日 - 功四級金鵄勲章・勲四等旭日小綬章・明治三十七八年従軍記章[3]

## 主な著作
- 『財政學』（1913年、有斐閣書房）
- 『國防上の社會問題』（佐藤鋼次郎共著、1920年、冬夏社）